# Boston (Lincolnshire)
Boston es una ciudad portuaria del condado de Lincolnshire, en la costa este de Inglaterra. Se trata de la mayor población del distrito de Boston, del cual es su centro administrativo. Cuenta con una población de 55.750 habitantes.
A partir de la segunda mitad del siglo XIII, coincidiendo con el general y notable desarrollo de la vida urbana de Inglaterra, el puerto fluvial de Boston empezó a adquirir importancia.
La iglesia de San Botulfo (The Boston Stump) es el monumento más notable de Boston. De principios del siglo XIV, se trata del mayor edificio parroquial de Inglaterra y posee una de las torres más altas en Inglaterra, que en la llanura de Lincolnshire es visible desde muchos kilómetros de distancia.
Gentes emigrantes de Boston pusieron su topónimo a diversas ciudades de diversos continentes. Entre todas ellas, destaca la ciudad de Boston, Massachusetts, en la región de Nueva Inglaterra, al noreste de los Estados Unidos.
Boston fue la ciudad del Reino Unido que votó con el mayor margen a favor del brexit en el referéndum de junio de 2016 con un 75.6% de los votantes optando por la salida de la Unión Europea.